# Кід Галахед
Абдул-Барі «Баррі» Авад (англ. Abdul-Bari "Barry" Awad), більш відомий як Кід Галахед (англ. Kid Galahad; 3 березня 1990) — британський професійний боксер, чемпіон світу за версією IBF в напівлегкій вазі (2021—2022), чемпіон Європи за версією EBU (2014) в другій легшій вазі.

## Професіональна кар'єра
Дебютував на профірингу 2009 року. 2013 року в бою проти Джазза Діккенса завоював вакантний титул чемпіона Великої Британії BBBofC British, а 2014 в бою проти Серхіо Прадо — вакантний титул чемпіона Європи за версією EBU в другій легшій вазі.
15 червня 2019 року вийшов на бій проти чемпіона світу за версією IBF в напівлегкій вазі Джоша Воррінгтона і програв розділеним рішенням.
7 серпня 2021 року зустрівся вдруге з Джазза Дікенсом в бою за вакантний титул чемпіона світу за версією IBF в напівлегкій вазі і здобув дострокову перемогу. 13 листопада 2021 року в першому захисті зустрівся з 35-річним іспанцем Кіко Мартінесом і сенсаційно програв нокаутом у шостому раунді.
24 вересня 2022 року зустрівся в бою з чемпіоном світу за версією IBO в легкій вазі Максі Г'юзом і програв рішенням більшості, після чого завершив кар'єру.